# 디아볼릭 (1955년 영화)
《디아볼릭》(Les Diaboliques, Diabolique)은 프랑스에서 제작된 앙리조르주 클루조 감독의 1955년 미스터리, 스릴러, 공포 영화이다. 시몬느 시뇨레 등이 주연으로 출연하였고 앙리조르주 클루조 등이 제작에 참여하였다.

## 출연

### 주연
- 시몬느 시뇨레
- 베라 클루조

### 조연
- 폴 뫼리스
- 찰스 버넬
- 장 브로샤르

## 기타
- 미술: 리온 바사크